# Tethina nigripes
Tethina nigripes är en tvåvingeart som beskrevs av Leander Czerny 1928. Tethina nigripes ingår i släktet Tethina och familjen Canacidae. Inga underarter finns listade i Catalogue of Life.